# Speierhof

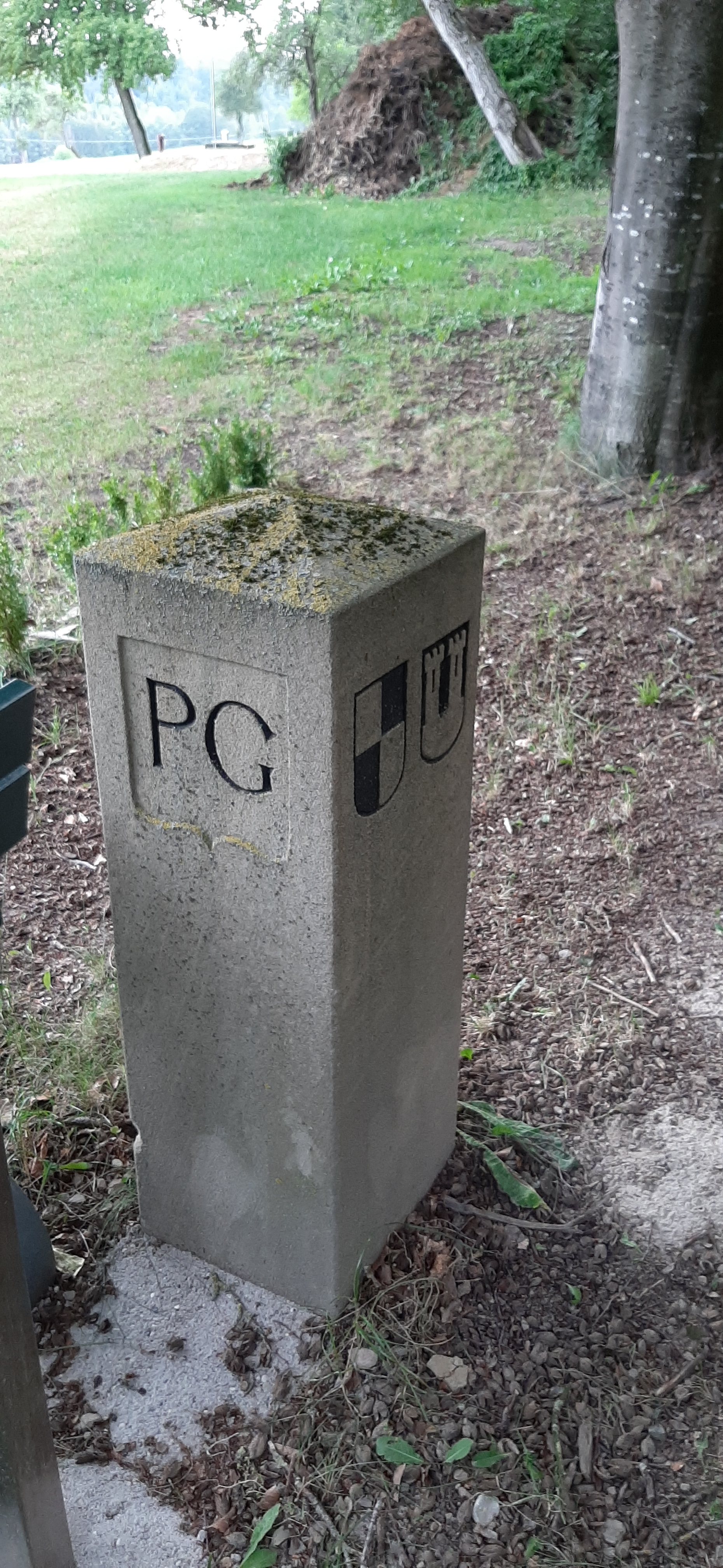
2013 rekonstruierter Grenzstein von 1804 am Speierhofer Dreiländereck zwischen dem preußischen Fürstentum Ansbach, gekennzeichnet durch „PG = Preußisches Gebiet“ und das Hohenzollern-Wappen, der in der Mediatisierung sich befindlichen Reichsstadt Rothenburg ob der Tauber, gekennzeichnet durch das Stadtwappen (rechts) und einem „R“ auf der Rückseite, sowie dem Fürstentum Hohenlohe-Schillingsfürst, gekennzeichnet durch „HG = Hohenlohisches Gebiet“ (auf der Rückseite)

Speierhof ist ein Gemeindeteil der Gemeinde Gebsattel im Landkreis Ansbach (Mittelfranken, Bayern). Speierhof liegt in der Gemarkung Kirnberg.

## Geografie
Unmittelbar westlich des Weilers entspringt der Kirnberger Mühlbach, ein rechter Zufluss der Tauber. Einen halben Kilometer südöstlich befindet sich der Straßensee. Im Norden grenzt das Waldgebiet Waldeck an. Ein Anliegerweg führt zur Staatsstraße 2249 (0,1 km östlich), die nach Schönbronn (1,5 km südöstlich) bzw. nach Kirnberg führt (2,3 km nordwestlich).

## Geschichte
Ursprünglich war der Ort in Besitz der Herren von Kirnberg, die es schließlich an Herold Rain und Ulrich Lösch vererbt haben. Diese verkauften den Hof im Jahr 1384 an Heinrich Doppler. In der Folgezeit wechselte oftmals der Besitzer. Hektor von Heßberg verkaufte schließlich 1605 u. a. auch den Speierhof an die Reichsstadt Rothenburg.
Laut 16-Punkte-Bericht des brandenburg-ansbachischen Oberamts Colmberg aus dem Jahr 1608 bestand Speierhof aus zwei Höfen, die der Reichsstadt Rothenburg unterstanden. Das Hochgericht übte das Vogtamt Colmberg aus. 1617 wurde der Reichsstadt Rothenburg auch das Hochgericht zugestanden, was jedoch von Hohenlohe-Schillingsfürst strittig gemacht wurde. 1710 erhielten diese durch Vertrag das Hochgericht.
Mit dem Gemeindeedikt (frühes 19. Jahrhundert) wurde Speierhof dem Steuerdistrikt und der Ruralgemeinde Gastenfelden zugewiesen. Spätestens 1840 wurde der Ort nach Kirnberg umgemeindet. Am 1. Januar 1972 wurde der Ort im Zuge der Gebietsreform in Bayern nach Gebsattel eingegliedert.

## Einwohnerentwicklung
| Jahr      | 001818 | 001840 | 001861 | 001871 | 001885 | 001900 | 001925 | 001950 | 001961 | 001970 | 001987 |
| Einwohner | 39     | 30     | 32     | 29     | 31     | 27     | 30     | 31     | 22     | 22     | 17     |
| Häuser    | 5      | 6      |        |        | 4      | 4      | 6      | 6      | 6      |        | 5      |
| Quelle    | [ 10 ] | [ 11 ] | [ 12 ] | [ 13 ] | [ 14 ] | [ 15 ] | [ 16 ] | [ 17 ] | [ 18 ] | [ 19 ] | [ 1 ]  |

## Religion
Der Ort ist seit der Reformation evangelisch-lutherisch geprägt und bis heute nach St. Maria und Michael (Kirnberg) gepfarrt. Die Einwohner römisch-katholischer Konfession sind nach St. Laurentius (Gebsattel) gepfarrt.